# Projektaufbauorganisation
Eine Projektaufbauorganisation bezeichnet die Struktur, in der Projekte bearbeitet werden. Ziel der Projektaufbauorganisation ist eine möglichst reibungslose Projektabwicklung. Außerdem soll sie dazu beitragen, im Projekt möglichst gute Ergebnisse zu erzielen.
Die Projektaufbauorganisation regelt die Kompetenzen, Verantwortlichkeiten und die organisatorische Einbindung aller am Projekt beteiligten
Personen. Die Projektaufbauorganisation ist individuell unterschiedlich ausgeprägt, da sie für jedes Projekt neu angepasst werden muss. Häufige Elemente sind ein Kernteam, das den Projektleiter unterstützt, häufig mit einem erweiterten Projektteam, dessen Aufgabe die Qualitätssicherung der erreichten Ergebnisse bildet. Daneben findet man meist einen Lenkungsausschuss. Die Aufbauorganisation im Projekt ist, wie das Projekt selbst, eine Organisation auf Zeit.